# Casa Bossoms
Casa Bossoms és una obra del municipi de Cercs (Berguedà) inclosa en l'Inventari del Patrimoni Arquitectònic de Catalunya.

## Descripció
Es tracta d'una casa de pagès de pedra amb la teulada a dues aigües de carener paral·lel a la façana principal, que és orientada a migdia. Té corral i pallissa annexos i integrats en el mateix cos d'edificació. Aquesta masia és situada a la muntanya, aprofitant una zona de planícia i envoltada de bosc.